# باسكوالي برونو
باسكوالي برونو (بالإيطالية: Pasquale Bruno)‏ (19 يونيو 1962 في إيطاليا - ) هو صحفي ولاعب كرة قدم إيطالي في مركز الدفاع. شارك مع منتخب إيطاليا تحت 20 سنة لكرة القدم ومنتخب إيطاليا تحت 21 سنة لكرة القدم. أما مع النوادي، فقد لعب مع فيورنتينا ونادي تورينو ونادي كومو ونادي ليتشي وهارت أوف ميدلوثيان وويغان أتلتيك ويوفنتوس ونادي كاودينبيث لكرة القدم.

## وصلات خارجية
- باسكوالي برونو على موقع قاعدة بيانات كرة القدم.إي يو (الإنجليزية)